# Pechau (Magdeburg)
Pechau, Magdeburg-Pechau – dzielnica miasta Magdeburg w Niemczech, w kraju związkowym Saksonia-Anhalt.